# Mama Said (álbum de Lenny Kravitz)
Mama Said é o segundo álbum de estúdio do cantor Lenny Kravitz, lançado em abril de 1991. Este álbum contou com as participações do guitarrista Slash, famoso por sua participação na banda Guns N' Roses e de Sean Lennon, filho mais novo de John Lennon e Yoko Ono. A faixa It Ain't Over Til It's Over entrou na trilha sonora da telenovela Vamp, como tema do casal João e Esmeralda, vividos por Pedro Vasconcelos e Juliana Martins. 

## Faixas
Todas as faixas compostas por Lenny Kravitz; exceto onde indicado.
1. "Fields of Joy" (Kamen, Fredricks, arr. Neslund, Kravitz) – 4:03
2. "Always on the Run" (Kravitz, Slash) – 3:57
3. "Stand by My Woman" (Kravitz, Hirsch, Pasch, Krizan) – 4:16
4. "It Ain't Over 'Til It's Over"  – 3:55
5. "More Than Anything In This World"  – 3:43
6. "What Goes Around Comes Around"  – 4:40
7. "The Difference Is Why"  – 4:48
8. "Stop Draggin' Around"  – 2:37
9. "Flowers for Zoë"  – 2:45
10. "Fields of Joy" (Reprise) (Kamen, Fredricks, arr. Kravitz) – 3:57
11. "All I Ever Wanted" (Kravitz, Sean Lennon) – 4:04
12. "When the Morning Turns to Night"  – 2:58
13. "What the Fuck Are We Saying?" – 5:13
14. "Butterfly" – 1:50

## Desempenho nas paradas
Álbuns
| Paradas (1991) | Melhor posição |
| -------------- | -------------- |
| Billboard 200  | 39             |